# Onychiurus eisi
Onychiurus eisi är en urinsektsart som beskrevs av Josef Rusek 1976. Onychiurus eisi ingår i släktet Onychiurus och familjen blekhoppstjärtar. Inga underarter finns listade i Catalogue of Life.